# Sigismond Schossberger
 (décembre 2011).
Si vous disposez d'ouvrages ou d'articles de référence ou si vous connaissez des sites web de qualité traitant du thème abordé ici, merci de compléter l'article en donnant les références utiles à sa vérifiabilité et en les liant à la section « Notes et références ».
Sigismond Schossberger, ou Sigismond von Schossberger (1827-1900) est un magnat de l'industrie sucrière hongroise.

## Biographie
Sigismond Schossberger est le fils de Lazare Schossberger, un commerçant juif installé près de Nitra en Moravie. Il travaille, tout comme son frère, Simon, avec son père dans les années 1850.
Sigismond a épousé Thérèse Mayer von Gunthof. Seuls quatre de leurs enfants ont vécu jusqu'à l'âge adulte, Anna, Nandor, Jenny (qui est la mère de George von Hevesy, lauréat du prix Nobel de chimie en 1943, qui a découvert le hafnium, le 72e élément du tableau périodique) et Victor (1868-1938).
Impliqué dans la lutte antiparasitaire, l'affaire marche bien et permet aux Schossberger de diversifier leur activité. Ils s'installent finalement dans le comitat de Pest. Les frères Schossberger sont les premiers juifs anoblis par l'empereur François-Joseph en 1863.
Après le compromis austro-hongrois de 1867, la fortune des Schossberger s'accroit considérablement. Au début des années 1880, grâce aux bonnes relations qu'il entretient avec le gouvernement de Vienne, Sigismond obtient de nombreux avantages de l'empereur qui lui permettent de jeter les bases de l'industrie sucrière hongroise.
Industrie sucrière, tabac, banque : les Schossberger deviennent rapidement, l'une des plus riches et importantes familles de Hongrie. Et en 1890, Sigismond devient président de l'association des industriels et marchands de Budapest. Il reçoit en même temps le titre de baron.
Sigismond achète en 1873 à la famille Esterházy le domaine de Tura, non loin de Budapest. Il fait appel au célèbre architecte Nicolas Ybl pour lui construire une résidence. Ce dernier dessine les plans grandioses d'un palais néorenaissance. La construction du manoir familial débute dès 1873 pour s'achever dix ans plus tard, en 1883. Le château est souvent appelé le « petit frère de l'opéra », en référence à l'opéra de Budapest, lui aussi dessiné par Nicolas Ybl.
Le baron Sigismond von Schossberger meurt le 5 octobre 1900 à l'âge de 74 ans.